# Berceni

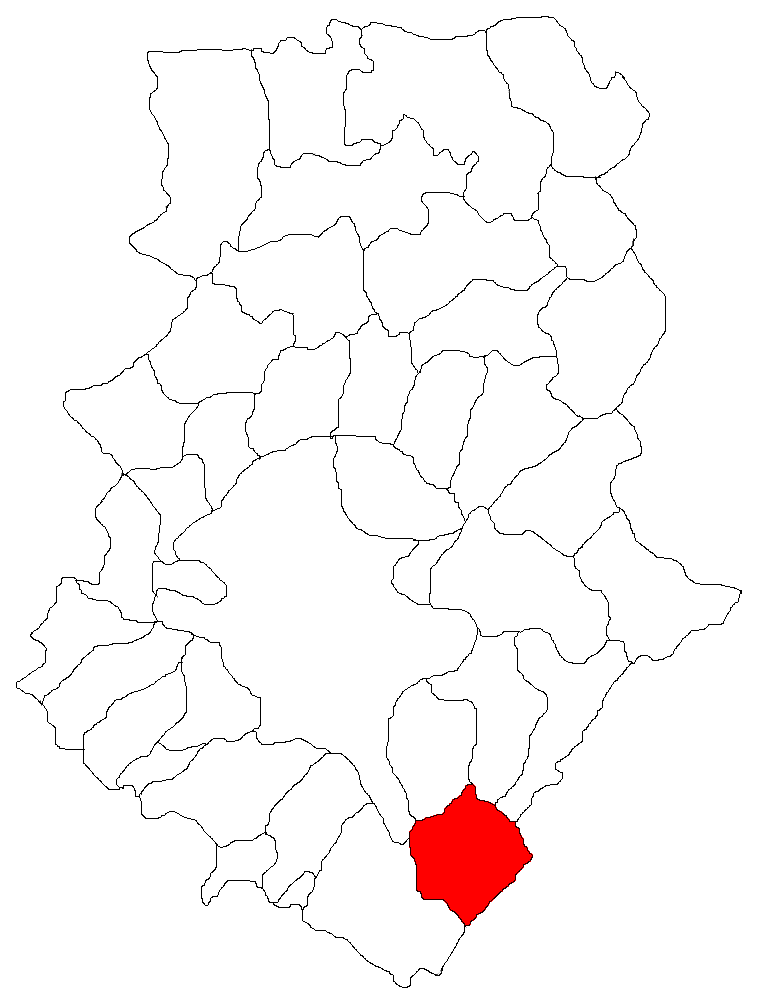
Bercenis läge i județet Ilfov.

Berceni är en kommun i județet Ilfov i södra Rumänien. Den ligger strax sydost om Bukarest och hade 5 942 invånare under folkräkningen 2011.